# 印第安克里克鎮區 (愛荷華州斯托里縣)
印第安克里克鎮區（英語：Indian Creek Township）是位於美國愛荷華州斯托里縣的一個行政鎮區。

## 地方資料
根據2010年美國人口普查的數據，印第安克里克鎮區的面積為92.65平方千米，當中陸地面積為92.53平方千米，而水域面積為0.12平方千米。當地共有人口1564人，而人口密度為每平方千米16.88人。